# 陶明伦
陶明伦（1963年5月—），河南泌阳人。1983年10月加入中国共产党，1982年8月参加工作。中共中央党校本科毕业，研究生学历，管理学硕士学位。中华人民共和国政治人物。

## 简历
陶明伦在河南省历任遂平县县长、县委书记、县人大常委会主任等职。2001年9月，任共青团河南省委副书记。2006年，任共青团河南省委书记。2008年3月，任中共商丘市委副书记、市长。2011年3月，任中共商丘市委书记。2015年4月，任中共河南省委常委、统战部部长。
2017年11月，转任中共安徽省委常委、秘书长。2020年2月到3月，短暂兼任中共安徽省委统战部部长。2020年6月，任中共安徽省委宣传部部长。
2021年11月，任安徽省人大常委会党组副书记、副主任。并于2023年1月在安徽省第十四届人民代表大会上连任。